# مستجذرة
المُسْتَجْذِرة (الاسم العلمي: Rhizobium) هي جنس من البكتيريا يتبع فصيلة المستجذرات من رتبة المستجذريات. تتواجد بشكل تعايشي مع نباتات الفصيلة البقولية وتقوم بتثبيت النيتروجين الجوي وتزويده للنبات مقابل الحصول على الكربوهيدرات كمصدر لبقائها ونشاطها. تقوم البكتيريا بإنشاء عقد على الأسطح الخارجية للجذور وتتم عملية تثبيت النيتروجين داخلها، وبذلك تشارك في دورة النيتروجين.

## من أنواع المستجذرة
- مستجذرة البحر المتوسط (الاسم العلمي:Rhizobium mediterraneum)
- مستجذرة الصين الوسطى (الاسم العلمي:Rhizobium mesosinicum)
- مستجذرة الوديان (الاسم العلمي:Rhizobium vallis)
- مستجذرة أمريكا الوسطى (الاسم العلمي:Rhizobium mesoamericanum)
- مستجذرة ترابية (الاسم العلمي:Rhizobium soli)
- مستجذرة ترمسية (الاسم العلمي:Rhizobium lupini)
- مستجذرة تيبتية (الاسم العلمي:Rhizobium tibeticum)
- مستجذرة جغورية (الاسم العلمي:Rhizobium jaguaris)
- مستجذرة رزية (الاسم العلمي:Rhizobium oryzae)
- مستجذرة زيتية معدنية (الاسم العلمي:Rhizobium petrolearium)
- مستجذرة صفراء (الاسم العلمي:Rhizobium flavum)
- مستجذرة عزيبية (الاسم العلمي:Rhizobium azibense)
- مستجذرة عشبية (الاسم العلمي:Rhizobium herbae)
- مستجذرة عنبية (الاسم العلمي:Rhizobium vitis)
- مستجذرة فرنسية (الاسم العلمي:Rhizobium gallicum)
- مستجذرة فولية (الاسم العلمي:Rhizobium fabae)
- مستجذرة مدارية (الاسم العلمي:Rhizobium tropici)
- مستجذرة مدرية (الاسم العلمي:Rhizobium galegae)
- مستجذرة منغولية (الاسم العلمي:Rhizobium mongolense)
- مستجذرة نيلية (الاسم العلمي:Rhizobium indigoferae)
- مستجذرة يابانية (الاسم العلمي:Rhizobium japonicum)